# Giải Kim Kê
Giải Kim Kê (chữ Hán: 金鸡奖, Hán Việt: Kim Kê Tưởng) là giải thưởng lớn nhất của điện ảnh Trung Quốc. Hiệp hội Điện ảnh Trung Quốc bắt đầu trao giải Kim Kê cho những tác phẩm và cá nhân được coi là xuất sắc nhất trong năm của điện ảnh Trung Quốc từ năm 1981. Tên của giải thưởng xuất phát từ năm Tân Dậu 1981. Người nhận giải thưởng nhận được một bức tượng hình con gà trống vàng, và được lựa chọn bởi một ban giám khảo gồm các nhà làm phim, chuyên gia điện ảnh, và các nhà sử học điện ảnh. Giải thưởng của Trung Quốc tương đương với Giải thưởng Viện Hàn lâm Hoa Kỳ.
Ban đầu, Kim Kê chỉ dành cho các ứng cử viên Trung Quốc, nhưng vào năm 2005, giải thưởng đã mở ra hạng mục diễn xuất cho các diễn viên đến từ Đài Loan, Hồng Kông và các nơi khác trong nỗ lực cạnh tranh với Giải Kim Mã của Đài Loan.
Năm 1992, Giải Kim Kê và Giải Bách Hoa được kết hợp thành một liên hoan phim toàn quốc duy nhất.
Giải Kim Kê và Bách Hoa được diễn ra vào các năm xen kẽ kể từ năm 2005, với giải Kim Kê diễn ra vào các năm lẻ. Các bộ phim trong hai năm qua đều được nhận giải Kim Kê từ năm 2007.

## Hạng mục trao giải
- Phim hay nhất (最佳 故事片)
- Đạo diễn xuất sắc nhất (最佳 导演)
- Nam diễn viên chính xuất sắc nhất (最佳 男主角)
- Nữ diễn viên chính xuất sắc nhất (最佳 女主角)
- Nam diễn viên phụ xuất sắc nhất (最佳 男 配角)
- Nữ diễn viên phụ xuất sắc nhất (最佳 女 配角)
- Kịch bản xuất sắc nhất (最佳 编剧)
- Đạo diễn mới xuất sắc nhất (最佳 导演 处女作)
- Nhà quay phim xuất sắc nhất (最佳 摄影)
- Biên tập viên tốt nhất
- Âm thanh tốt nhất
- Đạo diễn nghệ thuật xuất sắc nhất
- Điểm cao nhất
- Phim truyền hình hay nhất
- Phim tài liệu hay nhất
- Hoạt hình hay nhất (最佳 美术 片)
- Giải thưởng thành tựu trọn đời (终身 成就 奖)

## Lịch sử trao giải
| Lần trao giải | Năm  | Hạng mục | Giành giải |
| ------------- | ---- | --- | --- |
| 1             | 1981 | Phim hay nhất Đạo diễn xuất sắc nhất Biên kịch xuất sắc nhất Nam chính xuất sắc nhất Nữ chính xuất sắc nhất | “Ba Sơn dạ vũ”, “Thiên Vân Sơn truyền kỳ” Tạ Tấn - “Thiên Vân Sơn truyền kỳ” Hiệp Nam - “Lư Sơn dạ vũ” không trao giải Trương Du - “Lư Sơn luyến”, “Ba Sơn dạ vũ” |
| 2             | 1982 | Phim hay nhất Đạo diễn xuất sắc nhất Biên kịch xuất sắc nhất Nam chính xuất sắc nhất Nữ chính xuất sắc nhất | “Lân cư” Thành Ấm - “Tây An sự biến” Trương Nhạn - “Nguyệt lượng loan đích tiếu thanh” Lý Tú Minh - “Hứa Mậu hòa tha đích nữ nhân môn” |
| 3             | 1983 | Phim hay nhất Đạo diễn xuất sắc nhất Biên kịch xuất sắc nhất Nam chính xuất sắc nhất Nữ chính xuất sắc nhất | “Nhân đáo trung niên”, “Lạc đà tường tử” Ngô Di Cung - “Thành nam cựu sự” Kham Dung - “Nhân đáo trung niên” không trao giải Phan Hồng - “Nhân đáo trung niên”, Tư Cầm Cao Oa - “Lạc đà tường tử”                                                                            |
| 4             | 1984 | Phim hay nhất Đạo diễn xuất sắc nhất Biên kịch xuất sắc nhất Nam chính xuất sắc nhất Nữ chính xuất sắc nhất | “Hương âm” Thang Hiểu Đan - “Liệu Trọng Khải” không trao giải Đổng Hành Cát - “Liệu Trọng Khải”, Dương Tại Bảo - “Huyết, tổng thị nhiệt đích” Cung Tuyết - “Đại kiều hạ diện”                                                                                               |
| 5             | 1985 | Phim hay nhất Đạo diễn xuất sắc nhất Biên kịch xuất sắc nhất Nam chính xuất sắc nhất Nữ chính xuất sắc nhất | “Hồng y thiếu nữ” Lăng Tử Phong - “Biên thành” Lý Chuẩn, Lý Tồn Bảo - “Cao Sơn hạ đích hoa hoàn” Lữ Hiểu Hòa - “Cao Sơn hạ đích hoa hoàn” Lý Linh - “Hoàng Sơn lai đích cô nương”                                                                                           |
| 6             | 1986 | Phim hay nhất Đạo diễn xuất sắc nhất Biên kịch xuất sắc nhất Nam chính xuất sắc nhất Nữ chính xuất sắc nhất | “Dã Sơn” Nhan Học Thứ - “Dã Sơn” Tào Ngu, Vạn Phương - “Bình minh” Lưu Tử Phong - “Hắc pháo sự kiện” Nhạc Hồng - “Dã Sơn” |
| 7             | 1987 | Phim hay nhất Đạo diễn xuất sắc nhất Biên kịch xuất sắc nhất Nam chính xuất sắc nhất Nữ chính xuất sắc nhất | “Phù Dung trấn”, “Tôn Trung Sơn” Đinh Ấm Nam - “Tôn Trung Sơn” Điền Quân Lợi, Phí Lâm Quân - “Huyết chiến Đài Nhi Trang” Lưu Văn Trị - “Tôn Trung Sơn” Lưu Hiểu Khánh - “Phù Dung trấn”                                                                                     |
| 8             | 1988 | Phim hay nhất Đạo diễn xuất sắc nhất Biên kịch xuất sắc nhất Nam chính xuất sắc nhất Nữ chính xuất sắc nhất | “Lão tỉnh”, “Cao lương đỏ” Ngô Thiên Minh - “Lão tỉnh” Hoàng Thục Quần, Lý Tử Vũ, Tống Quốc Huân - “Nhân quỷ tình” Trương Nghệ Mưu - “Lão tỉnh” Phan Hồng - “Tỉnh” |
| 9             | 1989 | Phim hay nhất Đạo diễn xuất sắc nhất Biên kịch xuất sắc nhất Nam chính xuất sắc nhất Nữ chính xuất sắc nhất | Không trao Ngô Tử Ngưu - “Vãn chung”, “Hoan nhạc anh hùng”, “Âm dương giới” Không trao Đào Trạch Như - “Vãn chung”, “Hoan nhạc anh hùng”, “Âm dương giới” Từ Thủ Lệ - “Hoan nhạc anh hùng”, “Âm dương giới”                                                                 |
| 10            | 1990 | Phim hay nhất Đạo diễn xuất sắc nhất Biên kịch xuất sắc nhất Nam chính xuất sắc nhất Nữ chính xuất sắc nhất | “Khai quốc đại điển” Lý Tiền Khoan, Tiếu Quế Vân - “Khai quốc đại điển” Tạ Thiết Ly, Triệu Vân - Hồng lâu mộng Trương Thiên Dân, Trương Tiếu Thiên, Lưu Tinh, Quách Thần - “Khai quốc đại điển” Lô Kỳ - “Kỳ vương bách sắc khởi nghĩa” Không trao                           |
| 11            | 1991 | Phim hay nhất Đạo diễn xuất sắc nhất Biên kịch xuất sắc nhất Nam chính xuất sắc nhất Nữ chính xuất sắc nhất | “Tiêu Dụ Lộc” Không trao Lý Tuyết Kiện - “Tiêu Dụ Lộc” Hề Mỹ Quyên - “Giả nữ chân tình” |
| 12            | 1992 | Phim hay nhất Đạo diễn xuất sắc nhất Biên kịch xuất sắc nhất Nam chính xuất sắc nhất Nữ chính xuất sắc nhất | “Đại quyết chiến” Tôn Chu - “Tâm hương” Tập thể đạo diễn - “Đại quyết chiến” Hoàng Á Châu, Uông Thiên Vân - “Khai thiên tích địa” Vương Thiết Thành - “Chu Ân Lai” Tống Hiểu Anh - “Chúc quang lý đích vi tiếu”                                                             |
| 13            | 1993 | Phim hay nhất Đạo diễn xuất sắc nhất Biên kịch xuất sắc nhất Nam chính xuất sắc nhất Nữ chính xuất sắc nhất | “Thu Cúc đi kiện” Hạ Cương - “Đại tát bả” Vương Hưng Đông - “Tương Trúc Anh” Cát Ưu - “Đại tát bả” Củng Lợi - “Thu Cúc đi kiện” |
| 14            | 1994 | Phim hay nhất Đạo diễn xuất sắc nhất Biên kịch xuất sắc nhất Nam chính xuất sắc nhất Nữ chính xuất sắc nhất | “Phượng hoàng cầm” Hà Bình - “Pháo đả song đăng” Kết Sinh, Lưu Tỉnh Long, Bốc Viêm Quý - “Phượng hoàng cầm” Lý Bảo Điền - “Phượng hoàng cầm” Phan Hồng - “Cổ phong” |
| 15            | 1995 | Phim hay nhất Đạo diễn xuất sắc nhất Biên kịch xuất sắc nhất Nam chính xuất sắc nhất Nữ chính xuất sắc nhất | “Bị cáo Sơn Giang Gia” Hoàng Kiến Tân, Dương Á Châu - “Bối kháo bối, kiểm đối kiểm” Tất Tất Thành, Phạm Nguyên - “Bị cáo Sơn Giang Gia” Lý Nhân Đường - “Bị cáo Sơn Giang Gia” Ngải Lệ Á - “Nhị mô”                                                                         |
| 16            | 1996 | Phim hay nhất Đạo diễn xuất sắc nhất Biên kịch xuất sắc nhất Nam chính xuất sắc nhất Nữ chính xuất sắc nhất | “Hồng anh đào” Ngô Thiên Minh - “Biến kiểm” Không trao Cao Minh - “Khổng Phồn Sâm” Tống Xuân Lệ - “Cửu hương” |
| 17            | 1997 | Phim hay nhất Đạo diễn xuất sắc nhất Biên kịch xuất sắc nhất Nam chính xuất sắc nhất Nữ chính xuất sắc nhất | “Nha phiến chiến tranh” Vi Liêm - “Đại chuyển chiết” Vương Hưng Đông - “Ly khai Lôi Phong đích nhật tử” Lưu Bội Kỳ - “Ly khai Lôi Phong đích nhật tử” Vu Tuệ - “Hỷ liên” |
| 18            | 1998 | Phim hay nhất Đạo diễn xuất sắc nhất Biên kịch xuất sắc nhất Nam chính xuất sắc nhất Nữ chính xuất sắc nhất | “An cư” Hồ Bỉnh Lựu - “An cư” Tắc Phu, Mạch Lệ Ti - “Nhất đại thiên kiêu Thành Cát Tư Hãn” Lục Trụ Quốc - “Giải phóng Tây Nam” Phùng Củng - “Một sự thâu trữ nhạc” Đào Hồng - “Hắc nhãn tình”                                                                               |
| 19            | 1999 | Phim hay nhất Đạo diễn xuất sắc nhất Biên kịch xuất sắc nhất Nam chính xuất sắc nhất Nữ chính xuất sắc nhất | “Na sơn, na nhân, na cẩu” Trương Nghệ Mưu - “Không thiếu một ai” Tào Văn Hiên - “Thảo phòng tử” Đằng Nhữ Tuấn - “Na sơn, na nhân, na cẩu” Ninh Tĩnh - “Hoàng hà tuyệt luyến”                                                                                                |
| 20            | 2000 | Phim hay nhất Đạo diễn xuất sắc nhất Biên kịch xuất sắc nhất Nam chính xuất sắc nhất Nữ chính xuất sắc nhất | “Sinh tử quyết trạch”, “Hoành không xuất thế”, “Vũ trụ dữ nhân”, “Đường về nhà” Trần Quốc Tinh - “Hoành không xuất thế” Trương Nghệ Mưu - “Đường về nhà” Hạ Tử Tráng, Tống Kế Cao - “Sinh tử quyết trạch” Trần Đạo Minh - “Năm 1919 của tôi” Củng Lợi - “Phiêu lượng ma ma” |
| 21            | 2001 | Phim hay nhất Đạo diễn xuất sắc nhất Biên kịch xuất sắc nhất Nam chính xuất sắc nhất Nữ chính xuất sắc nhất | “Mao Trạch Đông năm 1925” Hoắc Kiến Khởi - “Lam sắc ái tình” Vương Hiểu Đường, Vương Thần - “Phân phương thệ ngôn” Qua Trị Quân - “Áp giải đích cố sự” Tống Xuân Lệ - “Tuơng bạn vĩnh viễn”                                                                                 |
| 22            | 2002 | Phim hay nhất Đạo diễn xuất sắc nhất Biên kịch xuất sắc nhất Nam chính xuất sắc nhất Nữ chính xuất sắc nhất | “Mỹ lệ đích đại cước”, “Trùng xuất Amazon” Trần Khải Ca - “Hòa nhĩ tại nhất khởi” Dương Á Châu - “Mỹ lệ đích đại cước” Tư Vu - “Sinh hoạt tú” Trữ Tài - “Thiên thượng thảo nguyên” Nghê Bình - “Mỹ lệ đích đại cước” Đào Hồng - “Sinh hoạt tú”                              |
| 23            | 2003 | Phim hay nhất Đạo diễn xuất sắc nhất Biên kịch xuất sắc nhất Nam chính xuất sắc nhất Nữ chính xuất sắc nhất | “Kinh đào hải lãng”, “Noãn” Trương Nghệ Mưu - “Anh Hùng” Thu Thật - “Noãn” Hạ Vũ - “Cảnh sát hữu ước” Dư Nam - “Kinh trập” |
| 24            | 2004 | Phim hay nhất Đạo diễn xuất sắc nhất Biên kịch xuất sắc nhất Nam chính xuất sắc nhất Nữ chính xuất sắc nhất | “Mỹ lệ Thượng Hải” Bành Tiểu Liên - “Mỹ lệ Thượng Hải” Triệu Đông Linh - “Thượng học lộ thượng” Lưu Diệp - “[Mỹ nhân thảo]]” Trịnh Chấn Dao - “Mỹ lệ Thượng Hải” |
| 25            | 2005 | Phim hay nhất Đạo diễn xuất sắc nhất Biên kịch xuất sắc nhất Nam chính xuất sắc nhất Nữ chính xuất sắc nhất | “Thái Hành sơn thượng”, “Khả Khả Tây Lý” Mã Lệ Văn - “Ngã môn lưỡng” Lưu Hằng - “Trương Tư Đức” Thành Long - “Tân Câu chuyện cảnh sát” Kim Nhã Cầm - “Ngã môn lưỡng” |
| 26            | 2007 | Phim hay nhất Đạo diễn xuất sắc nhất Biên kịch xuất sắc nhất Nam chính xuất sắc nhất Nữ chính xuất sắc nhất | “Vân thủy dao” Thích Kiện - “Thiên cẩu” Duẫn Lực - “Vân thủy dao” Đường Hạo, Trương Tư Đào, Trương Thỉ, Hồ Khôn - “Đông Kinh thẩm phán” Phú Đại Long - “Thiên cẩu” Lưu Gia Linh - “Hảo kỳ hại tử miêu” Nhan Bính Yến - “Nha sĩ ái tình”                                     |
| 27            | 2009 | Phim hay nhất Đạo diễn xuất sắc nhất Biên kịch xuất sắc nhất Nam chính xuất sắc nhất Nữ chính xuất sắc nhất | “Lệnh tập kết”, “Mai Lan Phương” Phùng Tiểu Cương - “Lệnh tập kết” Giang Hải Dương, Cốc Bạch, Tông Phúc Tiên - “Cao khảo 1977” Ngô Cương - “Thiết nhân” Tưởng Văn Lệ - “Lập Xuân” Châu Tấn - “Suy đoán của Lý Mễ”                                                           |
| 28            | 2011 | Phim hay nhất Đạo diễn xuất sắc nhất Biên kịch xuất sắc nhất Nam chính xuất sắc nhất Nữ chính xuất sắc nhất | “Phi Thiên” Trần Lực - “Ái tại Lang Kiều” Trình Hiểu Linh - “Tuế tuế thanh minh” Tôn Thuần - “Thu Hỉ” Na Nhân Hoa - “Ngạch cát” |
| 29            | 2013 | Phim hay nhất Đạo diễn xuất sắc nhất Biên kịch xuất sắc nhất Nam chính xuất sắc nhất Nữ chính xuất sắc nhất | “Chu Ân Lai đích tứ cá trú dạ”, “Đối tác Trung Quốc” Trần Khả Tân - “Đối tác Trung Quốc” Hoàng Hoành, Vương Kim Minh - “Khuynh thành” Trương Quốc Lập - “1942” Hoàng Hiểu Minh - “Đối tác Trung Quốc” Tống Giai - “Tiêu hồng”                                               |
| 30            | 2015 | Phim hay nhất Đạo diễn xuất sắc nhất Biên kịch xuất sắc nhất Nam chính xuất sắc nhất Nữ chính xuất sắc nhất | “Totem Sói” Từ Khắc - “Trí thủ Uy Hổ Sơn” Lý Tường - “Hoàng kim thời đại” Trương Hàm Dư - “Trí thủ Uy Hổ Sơn” Ba Đức Mã - “Norjmaa” |
| 31            | 2017 | Phim hay nhất Đạo diễn xuất sắc nhất Biên kịch xuất sắc nhất Nam chính xuất sắc nhất Nữ chính xuất sắc nhất | “Mê Công Hà hành động” Phùng Tiểu Cương - “Tôi không phải là Phan Kim Liên” Quản Hổ, Đồng Nhuận Niên - “Láo pháo nhân” Đặng Siêu - “Liệt nhật chước tâm” Phạm Băng Băng - “Tôi không phải là Phan Kim Liên”                                                                 |
| 32            | 2019 | Phim hay nhất Đạo diễn xuất sắc nhất Biên kịch xuất sắc nhất Nam chính xuất sắc nhất Nữ chính xuất sắc nhất | “Địa Cầu lưu lạc” Lâm Siêu Hiền - “Hồng Hải hành động” Vương Tiểu Soái, A Mỹ - “Địa cửu thiên trường” Vương Cảnh Xuân - “Địa cửu thiên trường” Vịnh Mai - “Địa cửu thiên trường”                                                                                            |
| 33            | 2020 | Phim hay nhất Đạo diễn xuất sắc nhất Biên kịch xuất sắc nhất Nam chính xuất sắc nhất Nữ chính xuất sắc nhất | “Đoạt quán” Vương Thụy - “Bạch vân chi hạ” Trương Ký - “Đoạt quán” Hoàng Hiểu Minh - “Liệt hỏa anh hùng” Châu Đông Vũ - “Em của thời niên thiếu” |
| 34            | 2021 | Phim hay nhất Đạo diễn xuất sắc nhất Biên kịch xuất sắc nhất Nam chính xuất sắc nhất Nữ chính xuất sắc nhất | “Thủ đảo nhân” Trương Nghệ Mưu - “Huyền nhai chi thượng” Tưởng Dư Hy, Hoàng Hân, Triệu Trữ Vũ - “1921” Trương Dịch - “Huyền nhai chi thượng” Trương Tiểu Phi - “Xin chào, Lý Hoán Anh”                                                                                      |
| 35            | 2022 | Phim hay nhất Đạo diễn xuất sắc nhất Biên kịch xuất sắc nhất Nam chính xuất sắc nhất Nữ chính xuất sắc nhất | “Trận chiến hồ Trường Tân” Trần Khải Ca, Từ Khắc, Lâm Siêu Hiền - “Trận chiến hồ Trường Tân” Thiệu Nghệ Huy - “Ái tình thần thoại” Chu Nhất Long - “Nhân sinh đại sự” Hề Mỹ Quyên - “Ma Ma!”                                                                                |